# 维利·艾希霍恩
维利·艾希霍恩（德語：Willi Eichhorn，1908年8月23日—1994年5月25日），德国男子赛艇运动员。他曾代表德国参加1936年夏季奥林匹克运动会赛艇比赛，获得男子双人单桨无舵手金牌。